# Prosciurillus abstrusus
Prosciurillus abstrusus là một loài động vật có vú trong họ Sóc, bộ Gặm nhấm. Loài này được Moore mô tả năm 1958.